# Saint-Remy-en-Bouzemont-Saint-Genest-et-Isson
Saint-Remy-en-Bouzemont-Saint-Genest-et-Isson là một xã trong tỉnh Marne, thuộc vùng Grand Est của nước Pháp, có dân số là 592 người (thời điểm 1999). Xã có tên dài nhất trong tất cả các xã của Pháp.

## Thông tin nhân khẩu
| 1962 | 1968 | 1975 | 1982 | 1990 | 1999 |
| ---- | ---- | ---- | ---- | ---- | ---- |
| 531  | 540  | 609  | 670  | 665  | 592  |